# Diastella myrtifolia
Diastella myrtifolia är en tvåhjärtbladig växtart som först beskrevs av Carl Peter Thunberg, och fick sitt nu gällande namn av Richard Anthony Salisbury. Diastella myrtifolia ingår i släktet Diastella och familjen Proteaceae. Inga underarter finns listade i Catalogue of Life.